# スーゴ・アッラ・ジェノヴェーゼ
スーゴ・アッラ・ジェノヴェーゼ（イタリア語: Sugo alla genovese）は、牛肉とタマネギを基本とするナポリ料理のソース。
ナポリを離れると、ジェノヴァを含む他の地域では知名度の低いソースである。ペスト・ジェノヴェーゼ、サルサ・ジェノヴェーゼ（赤ワインを用いた魚料理のソース）、フランス料理のソース・ジュヌヴォワーズ（魚と香味野菜のソース、魚料理に用いる）との混同には注意が必要である。

## 歴史
ジェノヴァ風を意味する「ジェノヴェーゼ」というその名称にもかかわらず、ナポリにおける主要なパスタソースであり、15世紀から16世紀にかけて普及した。ジェノヴァとナポリがイタリア半島で最も重要な貿易港であった時代に、ジェノヴァからの商人あるいは移民により伝来した可能性が指摘されている。また、ジェノベーゼがカンパニア地方ではよくある姓のため、創作者に由来するとの説もある。
タマネギを用いる点ではフランス料理の影響が見られ、牛肉の煮込み料理であるブフ・ア・ラ・モードを想起させる。19世紀中頃にはパリのパレ・ロワイヤルにあるレストランル・グラン・ヴェフールで「鮭のオランデーズとジェノヴェーゼソース」という一品が供されている。

## 調理
| 牛肉（子牛肉）                         | 600g       |
| タマネギ                               | 1kg        |
| ニンジン                               | 60g        |
| セロリ                                 | 60g        |
| オリーブオイルかラードもしくはその両方 | 必要なだけ |

タマネギと牛肉を2時間から10時間かけて炒める。タマネギは多くの場合ミルポワと同様にニンジンやセロリと共に炒める。じっくり炒めたタマネギはソースの風味の根幹をなし、白ワインやストック（出汁）と合わせることでさらに引き立つ。
調理例：ソースと和えたパスタは肉（同じくソースをかけるか別添えで）と共にトマトを付け合わせとし、ペコリーノを上にかける。
リガトーニ、ズィティ、カンデーレといった大きい穴あきのパスタを用いることでソースを中に含み、芳醇な味わいを楽しむことができるソースである。

## ジェノヴェーゼ

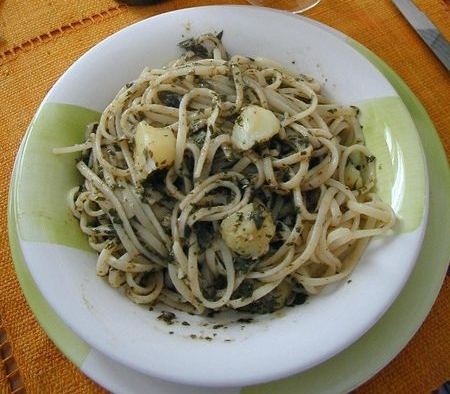
ペスト・ジェノヴェーゼのパスタ

日本で「ジェノヴェーゼ」というと、緑色の「ペスト・ジェノヴェーゼ」（バジルが入っていて緑色）を想像するが、本場イタリアで「ジェノヴェーゼ」と言えば玉ねぎと肉の茶色のソースとなる。
- Pasta alla genovese - ジェノヴェーゼ・パスタ（茶色いパスタ）
- Pasta al pesto genovese - ペスト・ジェノヴェーゼのパスタ（緑色のパスタ）